# 가변 전압 가변 주파수 제어
가변 전압 가변 주파수 제어(可變電壓可變周波數制御/可變電壓可變周波數制馭)는 인버터 등의 교류 전력을 출력한 전력 변환 장치에 두어, 출력된 교류 전력의 실효 전압과 주파수를 임의로 가변 제어한 기술을 이른다. "가변전압 가변주파수 제어"라는 뜻의 영문인“Variable Voltage Variable Frequency”의 머릿글자를 따서 VVVF 제어 이는 다양한 분야 자주 쓰인 호칭이며, 철도 분야 밖에서는 일반적으로 “전동기의 가변속 제어” 등으로 칭했다.
이 제어에서 얻을 수 있는 가변전압 가변주파수의 전력은 교류 전동기를 가변속 구동할 목적으로 사용된 일이 많다. 그런 까닭에, 전력 변환 장치에 접속된 교류 전동기를 가변속 구동한 제어방식을 가리킨 일도 있다.
이런 출력이나 전동기 제어를 실현한 인버터 장치를 VVVF 인버터라고 부른 일도 있다.
이 기술은 팬, 펌프 설비, 압연기 등 다양한 생산용 기기와 철도 차량, 자동차 (전기자동차, 하이브리드 차량), 가전제품 (에어컨, 냉장고) 등에 널리 이용되고 있다.

## 개요
교류전동기 (특히 유도전동기)를 가변속 구동하기 위한 인버터의 제어기술이다. 유도 전동기는 구조가 간단하기 때문에, 보수 비용이 상당히 적고, 전동기 자체의 가격도 낮다는 이점이 있어서 예전부터 알려져 있지만, 회전속도가 전원 주파수에 의존하기 때문에, 가변속도를 필요로 하는 곳은 사용하기가 곤란했다.
인버터 개발 이전에도 유도 전동기의 속도 변환에 극수 변환을 이용하기도 하였지만, 이 경우엔 연속적인 속도 제어가 불가능했다. 인버터의 출력 전압과 주파수를 연속적으로 변화시킨 가변전압 가변주파수 제어는, 교류 전동기 속도의 연속적 제어를 실현했다. 이것은 최근의 반도체 기술의 진보에 따라 고속·대용량의 제어 소자가 개발되었기 때문이다. 특히 철도 분야에서는 인버터를 이용한 회생제동이 가능해 짐에 따라 에너지 효율을 향상할 수 있게 되었다.
1960년대 후반부터 팬·펌프나 초지기(抄紙機) 등 산업 용도로 이용하기 시작하였고, 1977년부터 HKL M100형 전동차를 시작으로 철도차량에 적용되었으며 아시아에서는 구마모토 시 교통국 8200형 전차에 최초로 적용되었다. 1990년대엔 냉장고, 에어컨 등의 가전제품에도 이용하게 되었으며 일본과 대한민국에서도 VVVF를 이용한 철도차량이 1990년대 초반에 도입되기 시작하였으며, 도카이도 신칸센을 운영한 도카이 여객철도(이하 JR도카이) 소속의 신칸센 300계 전동차와 산요 신칸센을 운영한 서일본 여객철도(이하 JR서일본) 소속의 신칸센 500계 전동차의 경우, 도시바사의 VVVF-GTO 인버터를 탑재한 바 있다.

## 사용된 전동기
2000년대가 되자, 특히 고효율이며 ON-OFF 제어가 가능한 영구자석 동기전동기가 많이 이용되게 됐다. 또한, 대용량의 전자석 동기 전동기나 이미 설치된 농형 3상 유도전동기의 제어에도 사용된다.
하지만, 내부에 기동을 위한 콘덴서나 분상 코일을 가진 단상 유도 전동기는, 기동시에 인버터가 오류를 일으키기 때문에 사용되는 일이 거의 없다.

## 장단점
반도체 소자를 기반으로, 장점으로는 저항제어나 초퍼제어 방식에 비해 전력 소비 효율이 높다. 앞서 말한 저항제어는 전동기를 돌리는 과정에서 많은 열이 발생하고 그 과정에서 오는 전력 손실이 크지만 초퍼제어는 전력손실이 덜 한데, VVVF방식은 전압과 전류, 주파수의 변동이 유동적이기에 전력 손실이 적다.
단점으로는 상당히 소음이 큰 편으로, 인버터를 통해 가변하는 과정에서 큰 소음이 발생한다. 이는 저항제어나 쵸퍼제어 차량의 구동음 차이를 보면 알 수 있다. VVVF 방식의 철도 차량의 경우, 정차 및 발차시의 소음이 심하다.

## 주요 실적
- 한국철도공사 311000호대 전동차 (1호선용)
- 한국철도공사 321000호대 전동차 (경의중앙선용)
- 한국철도공사 331000호대 전동차 (경의중앙선용)
- 한국철도공사 341000호대 전동차 (4호선용)
- 한국철도공사 351000호대 전동차 (수인·분당선용)
- 한국철도공사 361000호대 전동차 (경춘선용)
- 한국철도공사 371000호대 전동차 (경의중앙선용)
- 한국철도공사 381000호대 전동차 (동해선 광역전철용)
- 한국철도공사 391000호대 전동차 (수도권 전철 서해선용)
- 한국철도공사 392000호대 전동차 (대경선 광역전철용)

## 주요 인버터 제작사
- 도시바 (우진산전 라이센스 생산)
- 히타치 제작소 (다원시스 라이센스 생산)
- 미쓰비시 중공업 (우진산전 라이센스 생산)

## 같이 보기
- 초퍼 제어
- 계자 초퍼 제어
- 전기자 초퍼 제어
- 계자첨가 여자제어